# Entoma
Entoma (llamada oficialmente San Xoán de Éntoma) es una parroquia y un lugar español del municipio de El Barco de Valdeorras, en la provincia de Orense, Galicia.

## Toponimia
La parroquia también es conocida por el nombre de San Juan de Entoma.

## Organización territorial
La parroquia está formada por una entidad de población:
- Entoma (Éntoma)

## Demografía
Gráfica demográfica del lugar y parroquia de Entoma según el INE español:
| Gráfica de evolución demográfica de Entoma entre 2000 y 2022 |
|                                                              |
| Datos según el nomenclátor publicado por el INE.             |